# Stary Ratusz w Olsztynie
Stary Ratusz w Olsztynie – pierwotnie późnogotycki, następnie przebudowywany w stylu barokowym gmach na Rynku Starego Miasta w Olsztynie, najstarsza siedziba władz miejskich i sądowniczych miasta. W roku 1915 jego rolę przejął Nowy Ratusz. Dziś siedziba biblioteki.

## Historia

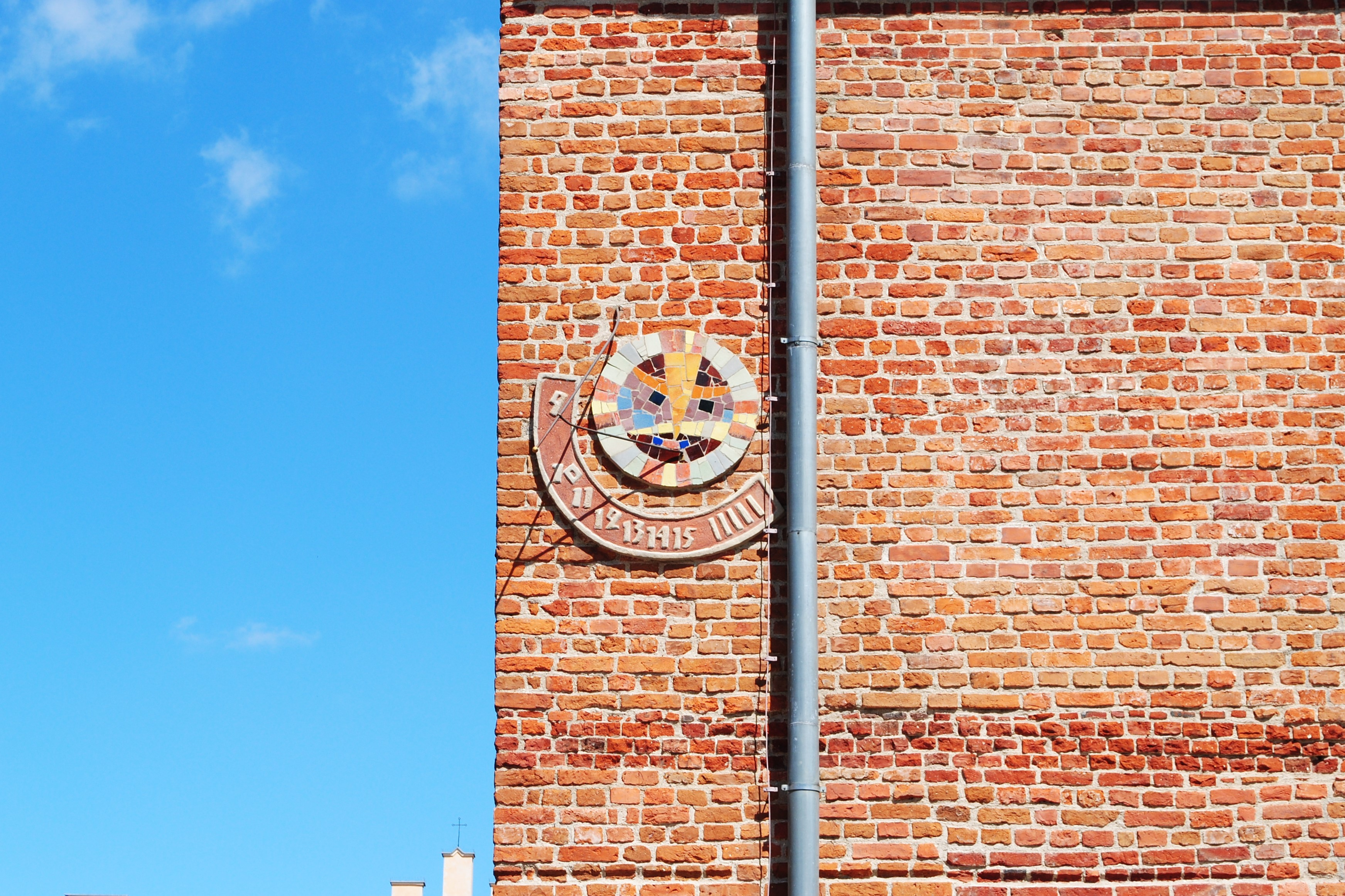
Zegar słoneczny na fasadzie Starego Ratusza (2024)

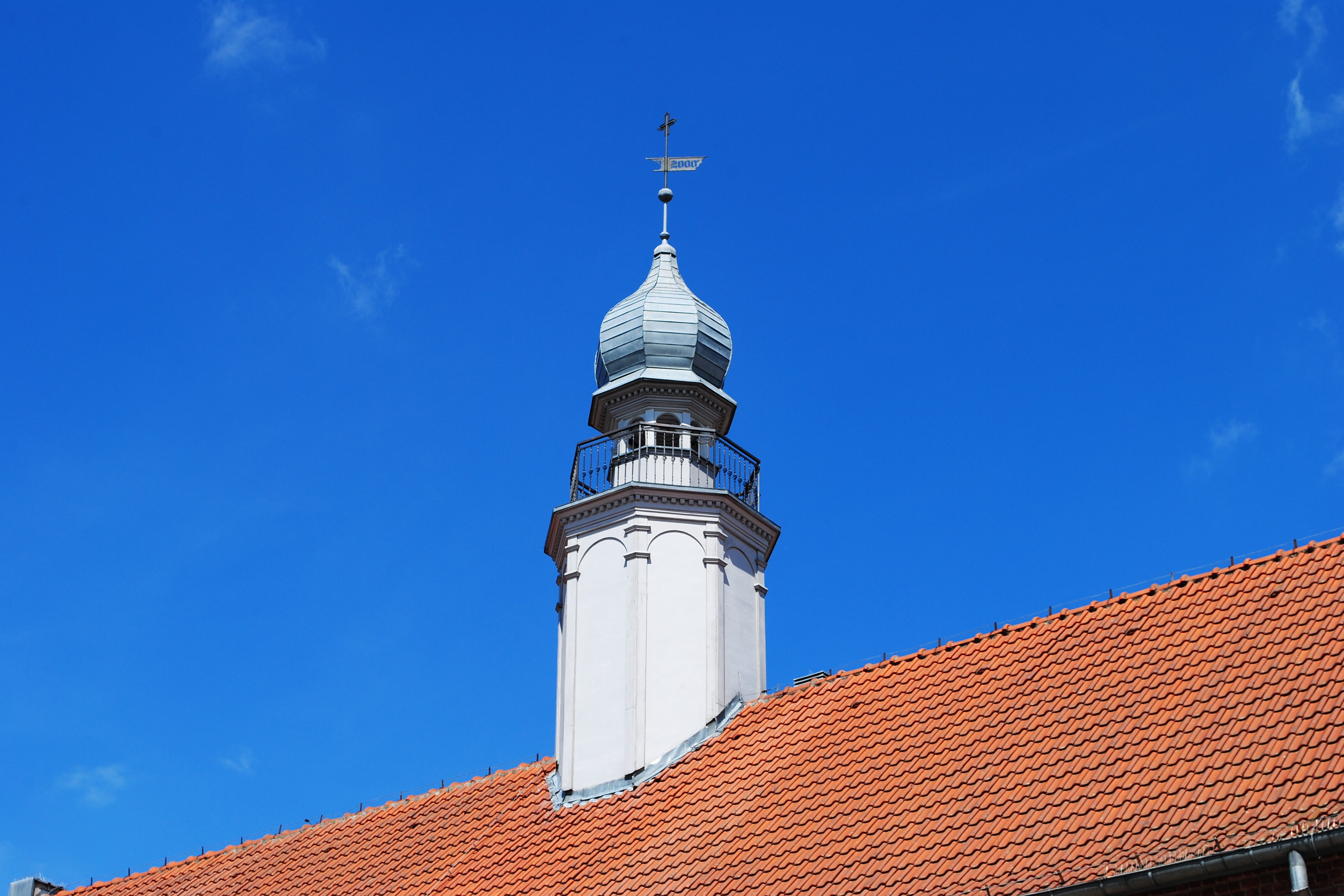
Wieża Starego Ratusza (2024)

Pierwotnie olsztyński Rynek pełnił tylko rolę handlową i gospodarczą. Na miejscu późniejszego ratusza stały ławy i budy handlowe (stało tam 12 takich bud) oraz działał browar mieszczański. Po usamorządowieniu się miasta i ustanowieniu 22 lutego 1500 roku stanowiska burmistrza (wybieranego przez radę miejską, a zatwierdzanego przez kapitułę warmińską) na Rynku zbudowano ratusz – siedzibę władz miejskich – a naprzeciw tzw. „dom burmistrza” (Rynek nr 11), wzmiankowany w 1507 roku.
Początkowo budynek – jego południowe skrzydło – zbudowany był w stylu późnego gotyku jako budowla o planie prostokąta, piętrowa. Do dziś zachowały się gotyckie ściany północna, wschodnia i południowa, a po stronie południowej również gotycka elewacja. W 1620 roku uległ spaleniu, podobnie jak większa część miasta. Cztery lata później został odbudowany. Jego oblicze zmieniło się wówczas całkowicie. Władze miasta zajmowały wówczas całe piętro budynku, podczas gdy parter przeznaczony był dla celów handlowych. W czasie przebudowy pojawiła się również wieża, służąca za wartownię. W piwnicach Starego Ratusza również kwitnął handel.
W drugiej połowie XVIII wieku doszło do generalnego remontu budynku, natomiast w 1880 roku ze Starego Ratusza całkowicie zniknęły stanowiska handlowe. W czasie dwudziestolecia międzywojennego w miejscu dawnego browaru stanęło trzecie, północno-wschodnie skrzydło budynku (drugie, północno-zachodnie zbudowano w połowie XVIII wieku).
W 1945 roku Stary Ratusz został spalony po raz drugi. W latach 1946–1949 doszło do rekonstrukcji budynku. Po odbudowie zabrakło już charakterystycznej dla tego typu budowli wieży. W 2003 roku z okazji 650-lecia miasta budynek ratusza przeszedł kapitalny remont. W tym czasie zdecydowano się na odrestaurowanie wieżyczki, a pod warstwą tynku w części południowej budynku odkryto oryginalne elementy gotyckie, w tym tzw. „ośle grzbiety”, które są charakterystyczne dla późnego gotyku.
Największą wartość zabytkową posiadają średniowieczne piwnice, umiejscowione w południowo-zachodnim skrzydle. Obecnie są one niedostępne dla zwiedzających, gdyż po II wojnie światowej zasypano je żużlem. Atrakcją turystyczną są zegary słoneczne umieszczone na zewnętrznych ścianach budynku.
Od 1996 roku budynek Starego Ratusza jest siedzibą Wojewódzkiej Biblioteki Publicznej im. Emilii Sukertowej-Biedrawiny w Olsztynie.